# Direitos políticos
Os direitos políticos se referem a um conjunto de regras constitucionalmente fixadas, referentes à participação popular no processo político. Dizem, em outras palavras, à atuação do cidadão na vida pública de determinado país. Correspondem ao direito de sufrágio, em suas diversas manifestações, bem como a outros direitos de participação no processo político. Este conjunto de direitos varia conforme o país, e encontra-se intimamente vinculado ao regime político e sistemas eleitoral e partidário instituídos em cada estado.

## Cidadania

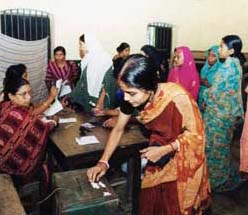
Eleição em Bangladesh: o direito de votar e/ou ser votado em uma eleição é um exemplo de direito político.

A cidadania (do termo latino civitas,"cidade"), em direito, é a condição da pessoa natural que, como membro de um Estado, encontra-se no gozo dos direitos que lhe permitem participar da vida política.
A cidadania é o conjunto dos direitos políticos, que lhe permitem intervir na direção dos negócios públicos do Estado, participando de modo direto ou indireto na formação do governo e na sua administração, seja ao votar (participação direta), seja ao concorrer a cargo público (participação indireta). 
A nacionalidade é pressuposto da cidadania - ser nacional de um Estado é condição primordial para o exercício dos direitos políticos. Entretanto, se todo cidadão é nacional de um Estado, nem todo nacional é cidadão - os indivíduos que não estejam investidos de direitos políticos podem ser nacionais de um Estado sem serem cidadãos.

## No Brasil
No direito do Brasil, além do direito de voto em eleições (que compreende o direito de votar), também constituem direitos políticos o direito de voto em plebiscitos e referendos, o direito de iniciativa popular e o direito de organizar e participar de partidos políticos. Há hipóteses de perda e suspensão de direitos políticos.
Na ordem jurídica brasileira, a raiz constitucional de todos os direitos políticos pode ser identificada no parágrafo único do art. 1° da Constituição brasileira de 1988, que dispõe: "Todo o poder emana do povo, que o exerce por meio de representantes eleitos ou diretamente, nos termos desta Constituição". Este dispositivo encontra subsequente especificação nos artigos 14, 15 e 16 da Constituição (Título II, Dos Direitos e Garantias Fundamentais, Capítulo IV, Dos Direitos Políticos). Observe-se que os direitos e garantias individuais e o voto direto, secreto, universal e periódico constituem cláusulas pétreas da Constituição brasileira, não podendo ser objeto de emenda tendente a aboli-los (art. 60, § 4°, II e IV).
As normas infraconstitucionais brasileiras mais importantes relativas a direitos políticos são:
- Lei n.° 4 737, de 15.07.1965 (Código Eleitoral brasileiro)
- Lei n.° 9 096, de 19.09.1995 (dispõe sobre partidos políticos)
- Lei n.° 9 614, de 30.09.1997 (estabelece normas para as eleições)
- Lei n.° 9 709, de 18.11.1998 (regulamenta a execução de plebiscitos, referendos e iniciativa popular)
- Lei Complementar n.° 64, de 18.05.1990 (estabelece casos de inelegibilidade), alterada pela Lei Complementar n.° 81, de 13.04.1994.
- Lei Complementar n.° 135, de 2010 (a Lei da Ficha Limpa, emendada à Lei Complementar n.° 64, de 18.05.1990)

Os direitos políticos são regulados no Brasil pela Constituição Federal em seu artigo 14, que estabelece, como princípio da participação na vida política nacional, o sufrágio universal. Nos termos da norma constitucional, o alistamento eleitoral e o voto são obrigatórios para os maiores de dezoito anos, e facultativos para os analfabetos, os maiores de dezesseis e menores de dezoito anos e os maiores de setenta anos. 
A Constituição proíbe o alistamento eleitoral dos estrangeiros e dos brasileiros conscritos no serviço militar obrigatório, considera a nacionalidade brasileira como condição de elegibilidade e remete, à legislação infraconstitucional, a regulamentação de outros casos de inelegibilidade (lei complementar n. 64, de 18 de maio de 1990).